# Mitropolit
În Bisericile creștine ierarhice, mitropolitul este, în mod tradițional, episcopul unei metropole, adică al unui oraș-capitală a unei provincii eclesiastice sau a unei regiuni, biserica episcopală fiind frecvent o catedrală.
În Biserica Ortodoxă, semnificația titlului variază. În tradiția greacă, mitropoliții sunt precedați de arhiepiscopi, care sunt de obicei primați. În tradiția slavonă, mitropoliții îi preced pe arhiepiscopi și sunt egali primaților (titlurile coincid sau alternează, de obicei). În nicio tradiție ortodoxă, însă, mitropoliții nu au o putere de supervizare asupra episcopilor care le sunt sufragani, având mai mult un rol oficios. De exemplu, mitropoliții prezidă sinoadele metropolitane.
În Biserica Catolică, mitropoliții au autoritate de supervizare asupra altor episcopi din provincia eclesiastică, și care se numesc episcopi sufragani. Insignia mitropoliților este palliumul, pe care îl pot purta atât în dieceza lor cât și în diecezele pe care le supervizează. Toți mitropoliții de rit latin sunt arhiepiscopi, însă nu toți arhiepiscopii sunt și mitropoliți. Vezi articolul despre arhiepiscopi pentru mai multe informații.
În Bisericile Catolice de rit oriental, rolul mitropoliților este similar rolului mitropoliților Bisericilor Ortodoxe.
În Bisericile Comuniunii Anglicane, mitropoliții sunt supervizori ai unor provincii eclesiastice și sunt precedați în prestigiu doar de primații bisericii naționale.